# Up All Night: The Live Tour
Up All Night: The Live Tour —en español: Despierto toda la noche: la gira en vivo— es el primer DVD de la boy band británica-irlandesa One Direction, grabado en el espectáculo dado por ellos en el Bournemouth International Centre de Bournemouth, Reino Unido, el 3 de enero de 2012, como parte de su gira musical Up All Night Tour. Sony, discográfica encargada de distribuirlo, lo lanzó oficialmente el 28 de mayo de 2012. El DVD incluye también los vídeos musicales de «What Makes You Beautiful», «Gotta Be You» y «One Thing», así como un documental a blanco y negro que muestra al quinteto ensayando para la gira.
Algunos críticos musicales alabaron el segmento donde One Direction canta un popurrí de «I Gotta Feeling», «Stereo Hearts», «Valerie» y «Torn», ya que permite a los espectadores medir la calidad vocal individual de cada miembro. Por otro lado, alcanzó el número uno en las principales listas de Australia, España, Irlanda y Suecia. Asimismo, recibió varios discos de platino por sus altas ventas en los distintos países. Para agosto de 2012, ya había vendido más de un millón de copias mundialmente.

## Descripción

### Contenido y preestreno
El concierto principal del Up All Night: The Live Tour fue grabado durante la presentación del Up All Night Tour en el Bournemouth International Centre de Bournemouth, Reino Unido, el 3 de enero de 2012. Adicionalmente, el DVD contiene un documental a blanco y negro de siete minutos llamado «On Tour With One Direction», que muestra al quinteto en sus ensayos para la gira. También incluye los vídeos musicales de «What Makes You Beautiful», «Gotta Be You» y «One Thing». Por otro lado, el 9 de mayo, Sony realizó un preestreno del DVD en Nueva York, donde solo mostraron parte del concierto. Las personas que asistieron recibieron una copia del adelanto.

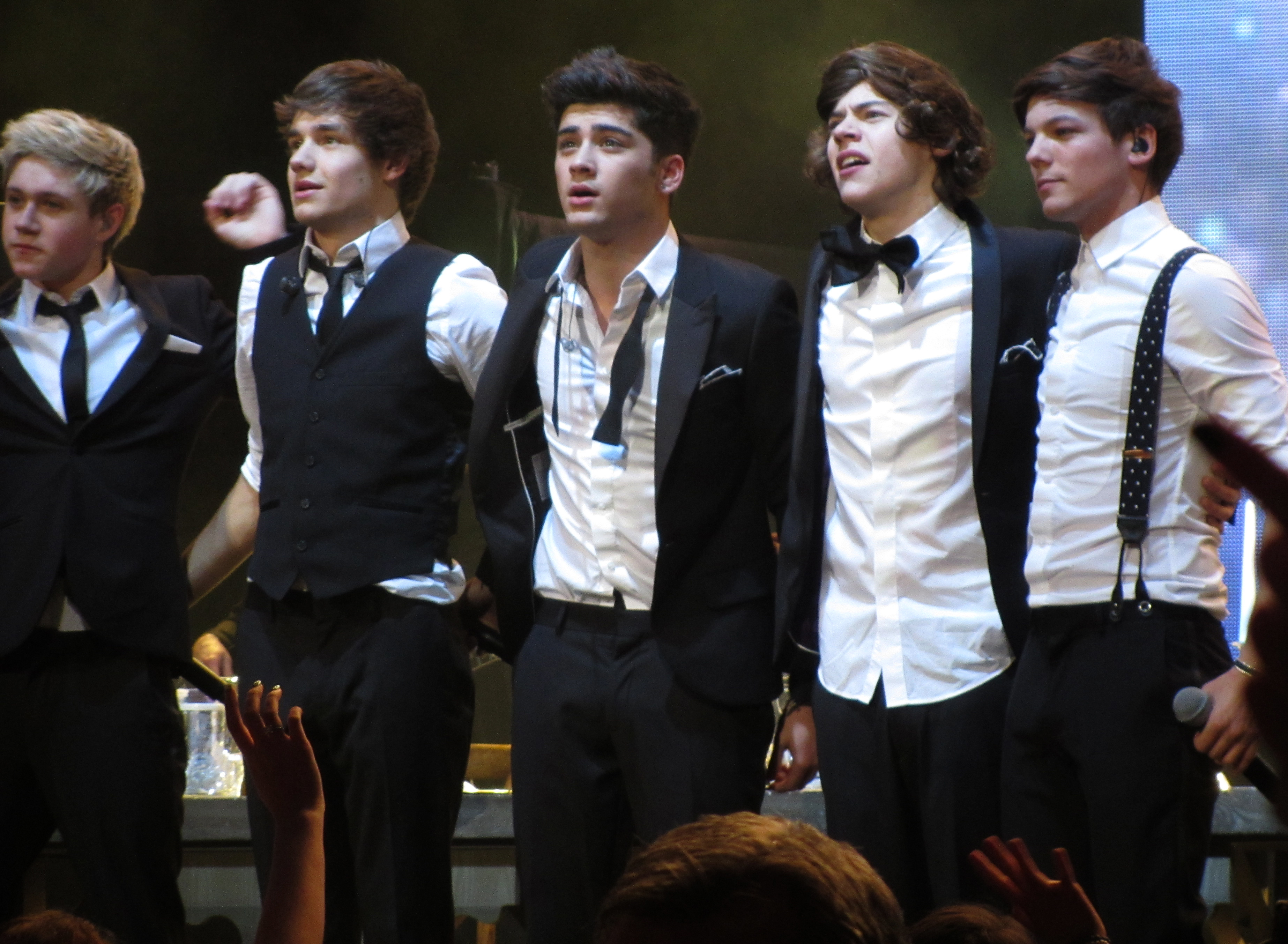
One Direction despidiéndose del público presente luego de finalizar la «cena de celebración» y la interpretación de «I Want».

### Sinopsis del concierto
El concierto da inicio con el quinteto interpretando «Na Na Na», lado B de su sencillo debut «What Makes You Beautiful». Seguidamente cantan «Stand Up» y «I Wish» y se muestran vídeos en las pantallas traseras de los chicos surfeando. Al terminar, el escenario cambia a un ambiente playero y el grupo se sienta alrededor de una fogata para cantar un popurrí acústico de «I Gotta Feeling», «Stereo Hearts», «Valerie» y «Torn», mientras Niall Horan toca la guitarra.
Tras esto, realizan un segmento de preguntas, donde las admiradoras envían tuits que los miembros del quinteto deben responder. El concierto sigue con la interpretación de tres baladas consecutivas: «Moments», «Gotta Be You» y «More than This». Durante esta parte, se muestran imágenes con ambiente de otoño, así como una serie de vídeos que muestran al grupo divirtiéndose con unas chicas. La energía llega cuando One Direction presenta su tema «Up All Night».
Posteriormente, cantan «Tell Me a Lie», «Everything About You» y una versión de «Use Somebody» de Kings of Leon. Finalmente, se pone un ambiente invernal y el concierto acaba con las interpretaciones de «One Thing», «Save You Tonight» y «What Makes You Beautiful». No obstante, el quinteto realiza un bis y regresan con trajes para realizar una «cena de celebración», y cierran oficialmente el espectáculo cantando «I Want».

## Recepción

### Comentarios de la crítica
Joanne Dorken de MTV felicitó la emoción y la energía presente en el concierto. Además, agregó que el DVD «ofrece a sus fanáticos el antídoto perfecto para hacer frente a la ausencia de los chicos y les permite ver a sus ídolos otra vez». La escritora Ellie, de Yahoo!, felicitó el segmento donde el quinteto canta «I Gotta Feeling», «Stereo Hearts», «Valerie» y «Torn», ya que permite a los espectadores medir la calidad vocal individual de cada miembro. Kaitlin Cumbria del sitio Teen.com expresó que verlo es «como si estuvieras actualmente en el concierto». Bduncan, escritora de la revista Sugarscape, lo describió como «realmente bueno».
Carla Hay de Examiner.com sostuvo que «la calidad del audio del DVD es de primera clase, pero no hay manera de editar todos los gritos de las admiradoras, así que parte del concierto puede divertir o irritar a los espectadores». Respecto a la interpretación, dijo que algunas canciones como «Na Na Na» y «I Wish» se ven opacadas por «el entusiasmo y la pasión» de «More than This» y «I Want». Al igual que Ellie de Yahoo!, Hay alabó el popurrí del segundo segmento ya que permite a cada miembro brillar por sí solo.

### Recibimiento comercial
El DVD contó con un buen recibimiento comercial mundialmente. Sony Music, discográfica encargada de distribuirlo, informó que alcanzó el número uno en ventas en un total de veinticinco países, entre estos, Argentina, Bélgica, Brasil, Dinamarca, Finlandia, Francia, Hungría, Italia, México, los Países Bajos, Noruega, Nueva Zelanda y Portugal. Al respecto, Niall Horan dijo que:

«Estamos impresionados por el éxito del DVD alrededor del mundo y queremos agradecer a todos los que han salido a comprarlo, el apoyo significa mucho para nosotros. Fue muy divertido filmar el concierto para el DVD, así que estamos contentos de que los admiradores lo amen tanto».

Por otra parte, en Australia también logró la primera posición en su lista ARIA Music DVDs Chart. Además, recibió nueve discos de platinos por vender 135 000 copias. En Canadá no se ubicó en ninguna lista ya que el país no la posee, pero aun así la CRIA lo certificó con seis discos de platino por despachar 60 000 ejemplares. En los Estados Unidos, debutó en el número uno del Music Video Chart con 76 000 copias vendidas durante su primera semana, de acuerdo con Nielsen Soundscan. Con esto, es el mayor debut en ventas desde que la cantante británica Adele despachase 96 000 ejemplares en 2011 con su DVD Live at the Royal Albert Hall. En mayo de 2013, la RIAA lo certificó con cinco discos de platino por vender 500 000 copias.  El 9 de enero de 2013, el DVD cumplió su vigésima novena semana consecutiva en el número uno tras su debut. Con esto, empató el récord impuesto por Ray Stevens con Comedy Video Classics en marzo de 1985 de más semanas en el primer puesto.
En Suecia, debutó en la primera posición de su lista y se mantuvo dieciséis semanas allí. Por sus buenas ventas, recibió un disco de platino. España fue otro de los países donde se posicionó en el lugar más alto de su conteo. En Irlanda y el Reino Unido debutó en las primeras posiciones de sus listas durante las semanas del 31 de mayo y 9 de junio de 2012, respectivamente. Por otra parte, en Francia, a pesar de que no posee lista para los DVD, obtuvo la certificación de doble disco de platino por vender treinta mil copias. Para agosto de ese año, había vendido más de un millón de copias mundialmente.

## Posicionamiento en listas

### Semanales
| Australia      | ARIA Music DVDs Chart | 1 |
| España         | Top 20 DVD Musical    | 1 |
| Estados Unidos | Music Video Chart     | 1 |
| Irlanda        | Top 20 DVD            | 1 |
| Reino Unido    | Top 40 Music Video    | 1 |
| Suecia         | Veckolista DVD Album  | 1 |

### Sucesión en listas
| Predecesor: Bring Me Home – Live 2011         | Video Music Chart — DVD número uno 6 de junio de 2012 — 25 de enero de 2013         | Sucesor: Les Misérables: 25th Anniversary Concert      |
| Predecesor: Sherlock Holmes: Juego de sombras | Top 20 DVD — DVD número uno 31 de mayo de 2012 — 7 de junio de 2012                 | Sucesor: Journey 2: The Mysterious Island              |
| Predecesor: Melodifestivalen 2012             | Veckolista DVD Album — DVD número uno 1 de junio de 2012 — 21 de septiembre de 2012 | Sucesor: Michael Jackson Live at Wembley July 16, 1988 |
| Predecesor: Love Never Dies                   | Top 40 Music Video — DVD número uno 9 de junio de 2012 — 7 de julio de 2012         | Sucesor: On Her Majesty's Service                      |

### Certificaciones
| Territorio     | Organismo certificador | Certificación | Ventas certificadas | Ref.   |
| -------------- | ---------------------- | ------------- | ------------------- | ------ |
| Australia      | ARIA                   | 10× Platino   | 150 000             | [ 17 ] |
| Canadá         | CRIA                   | 6× Platino    | 60 000              | [ 8 ]  |
| Estados Unidos | RIAA                   | 5× Platino    | 500 000             | [ 9 ]  |
| Filipinas      | PARI                   | Platino       | 15 000              | [ 22 ] |
| Francia        | SNEP                   | 3× Platino    | 45 000              | [ 21 ] |
| México         | AMPROFON               | Diamante      | 300 000             | [ 23 ] |
| Portugal       | AFP                    | Oro           | 4000                | [ 24 ] |
| Reino Unido    | BPI                    | 2× Platino    | 100 000             | [ 25 ] |
| Suecia         | GLF                    | Platino       | 20 000              | [ 7 ]  |

### Anuales
| Irlanda | Top 20 DVD | 2 |

## Créditos y personal
| Banda - Paul Higgins (mánager) - Preston Mahon (seguridad) - Jag Chagger (seguridad) - Karen Ringland (chaperón de la banda) - Niall Horan (voz y guitarra) - Zayn Malik (voz) - Liam Payne (voz) - Harry Styles (voz) - Louis Tomlinson (voz) - Jon Shone (director) - Sandy Beales (bajo eléctrico) - Josh Devine (batería) - Dan Richards (guitarra) Administración - Richard Griffiths - Harry Magee - Will Bloomfield - Marco Gastel (asistente) | Equipo creativo - Louise Doyle (director) - Paul Roberts (coreógrafo) - Helene Horlyck (entrenador vocal) - Andy Saunders (director de vídeo) - Tom Bairstow (productor de vídeo) - Rob Derbyshire (vídeos sonoros) - Matt English (mostrador de diseño) - Rob Arbuckle (pantallas 3D) - Caroline Watson (estilista y trajes) - Lydia Taylor (asistente de trajes) - Crystabel Riley (cuidado corporal) - Lou Teasdale (cuidado corporal) Personal - Mike Clegg (director de producción) - Mil Rakic (director de escenario) - June Jones (contador de la gira) |

Fuente: Créditos del DVD.